# Zelený anarchismus

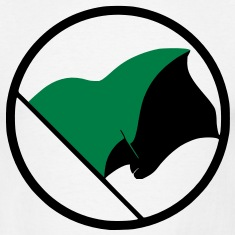
Vlajka

Zelený anarchismus, též ekoanarchismus nebo ekologický anarchismus, je anarchistický myšlenkový směr, který se zaměřuje na ekologii a environmentální problémy. Jde o antikapitalistickou a antiautoritářskou formu radikálního environmentalismu, který klade důraz na sociální organizaci, svobodu a seberealizaci, kritizuje antropocentrismus a místo toho obhajuje biocentrismus.
Politické a ekonomické názory zeleného anarchismu mohou pocházet z různých filozofických směrů nebo myšlenek sociálních hnutí, například sociální ekologie, anarchokomunismu, anarchoindividualismu a ekofeminismu. Kromě osvobození člověka se zelená anarchistická praxe může rozšířit na nějakou formu ne-lidské, úplně osvobozené a ekologicky udržitelné anarchistické společnosti.

## Popis
Tato politická a sociální kritika začne s těmi institucemi a mechanismy, které mohou být obviňovány z útlaku ve společnosti. To by mohlo zahrnovat například, stát, námezdní práci, kapitalismus, globalizaci, domestikaci, patriarchát, a ti, kteří jsou závislí na státních institucích vědy a techniky. Tyto politické, ekonomické a sociální prvky by mohly být považovány za nástroje pro využití lidí a ničení přírody. V důsledku toho je zpochybňován a kritizován údajný pokrok v rámci stávajících politických orgánů. Změny se proto mohou dít mimo jiné prostřednictvím přímých akcí, sabotáže, boje, ale i nenásilného odporu, občanské neposlušnosti, kreativní akce, blokády, akčních táborů a / nebo konkrétních životních alternativ, jako jsou obce, ekologicky orientované vesnice či jiné bioregiony struktury, kterých může být dosaženo mimo jiné prostřednictvím reforem. Kritika je vyjádřena v podřízenosti zvířat a přírody člověkem, hierarchických struktur různých energetických systémů; Například, stát a jeho instituce jsou zpochybňována. Proto je obnovení připojení k přírodnímu prostředí s lidmi je ústředním prvkem ekologické anarchismu, který drží tento odkaz pro jednu z elementárních aspektů lidské povahy. Obtíže, jako je globální oteplování a znečištění, nejsou problémem sámy o sobě, ale příznakem mocenských vztahů interpretovány. Z roku technokratů nominována řešení problémů v oblasti životního prostředí jsou kritizovány jako nedostatečné a částečně konsolidaci problémy: vývoz ekologických technologií z průmyslově vyspělých zemí zpevnil koloniální vývoj mýtus a víru v pokrok, privatizaci vzduchu přes obchodování s emisemi a pokračování vysoké spotřeby z obnovitelných zdrojů energie prohloubit koncepci majetek a je třeba zachovat monopoly a oligopoly kapitalistického ekonomického systému. Problematika suverenity a její význam pro životní podmínky je zpochybněn ekoanarchisty a alternativy se hledají, jak s kolektivním výstupu a referenční seskupení spolupracujících lidí ze všech společenských kruzích různých místech. Cílem je použít ekologické využívání průmyslových společností a zavedení konkrétních a hlubokých alternativ ke snížení spotřeby zdrojů na realizaci; pracovní tábory se konají pro diskusi a výměnu informací.